# Zbigniew Taszycki
Zbigniew Taszycki (ur. 11 marca 1955 w Poznaniu) – polski artysta, malarz, rysownik, twórca instalacji. Jako jeden z niewielu polskich artystów zajmuje się sztuką site-specific.

## Życiorys
Studiował na poznańskiej PWSSP (obecnie Uniwersytet Artystyczny w Poznaniu). Uzyskał dyplom w 1982 roku. Jego prace (instalacje, obrazy, rysunki) pokazywane były na wystawach m.in. w Seulu, Fukushimie, Petach Tikva, Marsylii, Berlinie, Assen, Wilnie, Tallinnie, Budapeszcie i wielu miastach Polski. Miał ponad 30 wystaw indywidualnych i uczestniczył w kilkudziesięciu wystawach zbiorowych. Był pedagogiem od 1999 roku m.in. na Politechnice Koszalińskiej, Politechnice Poznańskiej, Politechnice Śląskiej w Gliwicach, Uniwersytecie Artystycznym w Poznaniu, Wyższej Szkole Nauk Humanistycznych i Dziennikarstwa w Poznaniu, Zachodniopomorskim Uniwersytecie Technologicznym w Szczecinie.
Od 2010 prowadzi pracownię rysunku na Akademii Sztuki w Szczecinie. Współpracuje z Centrum Edukacji Nauczycieli Szkół Artystycznych w Warszawie. Jest redaktorem „Magazynu Sztuki”.

## Wystawy indywidualne
- 1981 – Galeria Wielka 19, Poznań
- 1981 – Musican Gallery, Jyväskylä
- 1987 – Galeria „Obraz”, Poznań
- 1988 – Galeria Wielka 19, Poznań
- 1988 – Galeria Bazart, Poznań
- 1988 – Galeria Aktualności, Zielona Góra
- 1989 – Galeria Wschodnia, Łódź
- 1990 – Galeria Wielka 19, Poznań
- 1991 – Galeria AT, Poznań
- 1991 – Galeria Dziekanka, Warszawa
- 1992 – Galeria Polony, Poznań
- 1992 – Galeria AT, Poznań
- 1995 – Galeria AT, Poznań
- 1996 – Parochialkirche(inne języki), Berlin
- 1996 – Kunstihoone Galerii, Tallinn
- 1997 – Galeria Fabryka, Poznań
- 1997 – Klangmesse – Neue Musik, Berlin
- 1997 – Pracownia Zastępcza, Poznań
- 1999 – Galeria AT, Poznań
- 1999 – Galeria Moje Archiwum, Koszalin
- 2000 – Poznańska Galeria Nowa, Poznań
- 2000 – Wieża Ciśnień, Konin
- 2001 – Pracownia Interaktywna, Gąski
- 2001 – Galeria Polony, Poznań
- 2002 – Galeria ON, Poznań
- 2002 – Galeria Nowa Oficyna, Gdańsk (wystawa wspólna ze Stefanem Ficnerem)
- 2002 – MW 2 – Międzynarodowe Warsztaty Artystyczne 2, Gąski
- 2002 – MBWA, Leszno
- 2003 – Galeria AT, Poznań
- 2005 – CSW Inner Spaces, Poznań
- 2006 – Aequilibrium, CSW Inner Spaces, Poznań
- 2009 – Posen, Galeria Scena, Koszalin
- 2010 – Galeria Muzalewska, Poznań
- 2012 – Ceraty, obrusy i tapety, WIZANY 14
- 2013 – Przestrzeń, Galeria Siłownia, Poznań
- 2013 – In Side, Galeria w Pałacu Wedlów MGOK, Kalisz Pomorski
- 2013 – Fresk, Galeria Scena, Koszalin
- 2014 – Kilaufafanuzinihatari, Muzeum Narodowe w Szczecinie, Szczecin
- 2014 – T, Galeria Wzorcowa No 18, Szczecin
- 2015 – Lamperia, Galeria Sztuki Najnowszej, Gorzów Wielkopolski
- 2015 – Galeria AT, Poznań
- 2016 – Galeria Muzalewska, Poznań

## Wybrane wystawy zbiorowe
- 1988 – Bruno Schultz, Pawilon SARP, Warszawa
- 1989 – Krytycy o nas, Galeria BWA, Sopot
- 1989 – Abattoirs ’89 – Festival International d’Art de Group, Marsylia
- 1989 – III Biennale Nowej Sztuki, Galeria BWA, Zielona Góra
- 1989 – Potetoes, Galeria BWA, Poznań
- 1992 – 5, Artio Gallery, Ateny
- 1992 – Festival Galerii Polony, Galeria BWA, Poznań
- 1992 – Ogrody, Międzynarodowe Targi Poznańskie, Poznań
- 1993 – 14 Polish Artists in Israel, Petach Tikva Museum of Art, Tel Awiw-Jafa
- 1994 – Wielkapolska, Stary Browar, Poznań
- 1994 – Atmospheres, Muzeum Artystów, Łódź
- 1995 – Atmospheres, Galeria Miejska Arsenał, Poznań
- 1995 – Dotknięcie przedmiotu, Galeria Miejska Arsenał, Poznań
- 1995 – Atmospheres, Instytut Kultury Polskiej, Berlin
- 1997 – Lekkość rzeczy, Bunkier Sztuki, Kraków
- 1998 – Portret rodzinny we wnętrzu, Galeria Polony, Poznań
- 1998 – Miejsce II, Galeria Moje Archiwum, Koszalin
- 1999 – Miejsca sygnowane, Centrum Sztuki Współczesnej, Warszawa
- 2000 – Forum Galerii iinnych miejsc sztuki w Polsce, CSW Łaźnia, Gdańsk
- 2001 – 0:00…24:00 para ivarius motyvai, Galeria Vartai, Wilno
- 2001 – Poświaty, CSW Inner Spaces Multimedia, Poznań
- 2001 – Imiona Czasu, Galeria Miejska Arsenał, Poznań
- 2002 – Czarno-białe, Galeria AT, Poznań
- 2003 – Napięcia, CSW Inner Spaces Multimedia, Poznań
- 2003 – Lekkość rzeczy 2, Centrum Sztuki Współczesnej, Warszawa
- 2003 – Wystawa Międzynarodowych Spotkań Artystycznych – Szolnok, Mamu Gallery, Budapeszt
- 2003 – Paszport, Galeria OFFicyna, Szczecin
- 2005 – Sztuka potrzebna inaczej, Galeria OFFicyna, Szczecin
- 2005 – Art Poznań Now 2, Galeria Bielska BWA, Bielsko-Biała
- 2006 – In beetwen, Woo Lim Gallery, Seul
- 2006 – Sztuka w opłotkach, Galeria Scena, Koszalin
- 2007 – Near/Far, Galeria AT, Poznań
- 2008 – III International Biennale of Art, Fukushima
- 2008 – 10 lat Galerii Muzalewska, Galeria Muzalewska, Poznań
- 2009 – Andrzej Ciesielski – działalność Galerii Moje Archiwum, Muzeum Narodowe w Szczecinie, Szczecin
- 2009 – Kolekcja², Galeria Scena, Koszalin
- 2010 – Czas personalny a przestrzeń, Galeria Elektrownia, Radom
- 2012 – Medialny stan wyjątkowy, Galeria EL, Elbląg
- 2012 – Rezonans – nad Kaczycami frunie 27 bocianów, CK Zamek, Poznań
- 2012 – Medialny stan wyjątkowy, Muzeum Narodowe w Szczecinie, Szczecin
- 2012 – Mediations Biennale 2012, Poznań
- 2012 – STILL ON – 35 lat Galerii ON, budynek byłej synagogi, Poznań
- 2013 – Medialny stan wyjątkowy II, Muzeum Narodowe w Szczecinie, Szczecin
- 2014 – Pole potencjalne, Galeria Siłownia, Poznań
- 2014 – Stalowe plenery młodych, Galeria Stalowa, Warszawa
- 2014 – Poles, The Empire Projects Gallery, Stambuł
- 2014 – Medialny stan wyjątkowy 3. Powrót do szkoły, Muzeum Narodowe w Szczecinie, Szczecin
- 2015 – Kształty przestrzeni, Wydział Fizyki Uniwersytetu im. Adama Mickiewicza, Poznań
- 2015 – Myślę o sobie, kiedy myślę o sobie, Galeria Scena, Koszalin
- 2016 – Absurd – Nonsense – Oxymoron, Karnataka Chitrakala Parishath, Bengaluru
- 2016 – Early works, Galeria Terminal08, Gorzów Wielkopolski
- 2017 – Wielka 19, Galeria: SKALA, Poznań
- 2017 – Wielka 19, Galeria BWA, Warszawa
- 2017 – Urodzinowo z mojej kolekcji, Galeria Muzalewska, Poznań
- 2017 – Galeria AT. 35 lat Jacek Jagielski, Andrzej Syska, Zbigniew Taszycki, Tomasz Wilmański, Galeria AT, Poznań
- 2017 – Szczecińskie awangardy, Muzeum Narodowe w Szczecinie, Szczecin
- 2018 – Triple Bed Double Scotch One Pair of Shoes, Student Depot Polonez, Poznań
- 2018 – Virtual Garden, 6 Mediations Biennale, Poznań